# Адад-нирари I
Адад-нирари I је био асирски краљ из Средњоасирског периода. Владао је од 1307. до 1275. године (Средња хронологија) тј. од 1295. до 1263. (Доња хронологија).

## Владавина
Адад-нирари I је на престолу наследио Арик-ден-илија. Успео је да помакне вавилонску границу натраг до области Дијале. Овај владар започео је асирске продоре ка западу освојивши хетитску вазалну државу Митани и зауставивши се недалеко од Кархемиша на Еуфрату. Хетитски владари били су заузети проблемима око губитка своје престонице, Хатуше, те се нису могли успешно одупрети асирском нападу. Адад-нирари I је своју победу поновно истакао на свом натпису узимајући за себе величанствену титулу "краљ универзума". Адад-нираровим освајањима Асирија и Хетитско краљевство постали су непосредни суседи. Адад-нирари је послао писмо Муваталију, хетитском краљу, називајући га својим братом и тражећи допуштење да посети планине Амануса. Одговор хетитског краља био је веома увредљив. Признао му је титулу краља, али га није прихватио за свога брата. Адад-нирари је саградио палату у граду Тауде. Међутим, контрола над северном Месопотамијом учвршћена је тек у време владавине Шалманесера I. Мач Адад-нирарија данас се може видети у музеју Метрополитен у Њујорку. 

## Асирски краљеви
| Средњоасирски период                                                  |           |                         |
| Име краља                                                             | Владавина | Напомена                |
| Ериба-Адад I                                                          | 1380–1353 | "син Ашур-бел-нишешуа"  |
| Ашурубалит I                                                          | 1353–1318 | "син Ериба-адада"       |
| Енлил-нирари                                                          | 1317–1308 | "син Ашур-убалита"      |
| Арик-ден-или                                                          | 1307–1296 | "Син Енлил-нирарија"    |
| Адад-нирари I                                                         | 1295–1264 | "син Арик-ден-илија"    |
| Шалманасар I                                                          | 1263–1234 | "син Адад-нирарија"     |
| Тукулти-Нинурта I                                                     | 1233–1197 | "син Шалманесера"       |
| Ашур-надин-апли                                                       | 1196–1194 |                         |
| Ашур-нирари III                                                       | 1193–1188 | "син Ашур-надин-аплија" |
| Енлил-кудури-усур                                                     | 1187–1183 | "син Тукулти-Нинурте"   |
| Нинурта-апал-Екур                                                     | 1182–1180 | "син Или-паде"          |
| Почевши од Ашур-Дана I, датуми средње и доње хронологије се поклапају |           |                         |
| Ашур-Дан I                                                            | 1179–1133 | "син Ашур-надин-аплуа"  |
| Нинурта-тукулти-ашур                                                  | 1133      | "син Ашур-Дана"         |
| Мутакил-Нуску                                                         | 1133      |                         |
| Ашур-реш-иши I                                                        | 1133–1115 | "син Мутакил-Нускуа"    |
| Тиглат-Пилесар I                                                      | 1115–1076 | "син Ашур-реш-ишија"    |
| Ашарид-апал-Екур                                                      | 1076–1074 | "син Тиглат-пилесера"   |
| Ашур-бел-кала                                                         | 1074–1056 | "син Тиглат-пилесера"   |
| Ериба-Адад II                                                         | 1056–1054 | "син Ашур-бел-кала"     |
| Шамши-Адад IV                                                         | 1054–1050 | "син Тиглат-Пилесера"   |
| Ашур-насир-пал I                                                      | 1050–1031 | "син Шамши-Адада"       |
| Шалманасар II                                                         | 1031–1019 | "син Ашур-насир-пала"   |
| Ашур-нирари IV                                                        | 1019–1013 | "син Шалманесера"       |
| Ашур-раби II                                                          | 1013–972  | "син Ашур-насир-пала"   |
| Ашур-реш-иши II                                                       | 972–967   | "син Ашур-рабија"       |
| Тиглат-Пилесар II                                                     | 967–935   | "син Ашур-реш-ишија"    |
| Ашур-Дан II                                                           | 935–912   | "син Тиглат-Пилесера"   |